# アンテナ (小説)
『アンテナ』は、日本の作家・田口ランディによる2000年発表の小説、およびそれを原作とした熊切和嘉監督による2004年の日本映画である。
少年時代に突然神隠しのように失踪した妹を持ち、その出来事から起きた家庭の崩壊に悩まされる大学院生が、研究上で出会ったSMの女王との交流を通じて心の救済を得る様を、宗教、自傷行為、精神疾患、性愛、オカルトなどを交えて描いた物語である。
『コンセント』に次ぐ田口の長編小説第2作で、続く『モザイク』と合わせ三部作と位置付けられている。

## 書籍情報
- 単行本（2000年11月、幻冬舎）ISBN 978-4344000353
- 文庫改稿版（2002年6月、幻冬舎文庫）ISBN 978-4344402478
- 新装決定版（2007年10月、新潮文庫）ISBN 978-4101412382

## 映画
2004年1月10日に日本公開された。R-15指定作品。第60回ヴェネツィア国際映画祭、第28回トロント国際映画祭正式招待をはじめ、多数の日本国外の映画祭に招待された。
加瀬亮の初主演映画であり、この映画における演技で第14回日本映画プロフェッショナル大賞主演男優賞を受賞した。

### キャスト
- 荻原祐一郎 - 加瀬亮（8歳：佐久間駿）
- ナオミ - 小林明実
- 荻原祐弥 - 木崎大輔
- 相馬俊平 - 宇崎竜童
- 荻原房江 - 麻丘めぐみ
- 荻原裕作 - 大森博
- 荻原シゲノブ - 小市慢太郎
- 荻原真利江 - 甲野優美
- 風水師・東堂 - 入川保則
- 医師・小倉 - 黒沼弘己
- 藤村美樹 - 占部房子
- 袴田 - 榎戸耕史
- 堕天使の客 - 春海四方
- 堕天使従業員 - 寺島進（声のみ出演）
- 警官 - 光岡湧太郎
- 信者 - 五島一浩
- 信者 - 五島由実
- 霊能者 - 塚田美津代
- ニュースキャスター - 吉田慎之介

### スタッフ
- 監督：熊切和嘉
- 脚本；宇治田隆史、熊切和嘉
- 原作：田口ランディ『アンテナ』 （幻冬舎刊）
- 製作：佐々木史朗、成澤章
- プロデューサー：松田広子、渡辺敦、尾川匠
- 美術：磯見俊裕
- 音楽：赤犬、松本章
- 撮影：柴主高秀
- 録音：岩倉雅之
- 照明：蒔苗友一郎
- 編集：普嶋信一
- 衣装（デザイン）：小林身和子
- 選曲：石井ますみ
- アソシエイト・プロデューサー：松葉せつこ、浜口知俊
- 助監督：亀井亨
- スクリプター：田口良子
- スチール：平野晋子
- 製作会社：オフィス・シロウズ＝ケングルーヴ
- 配給：オフィス・シロウズ